# Gerhard Merz (Politiker)

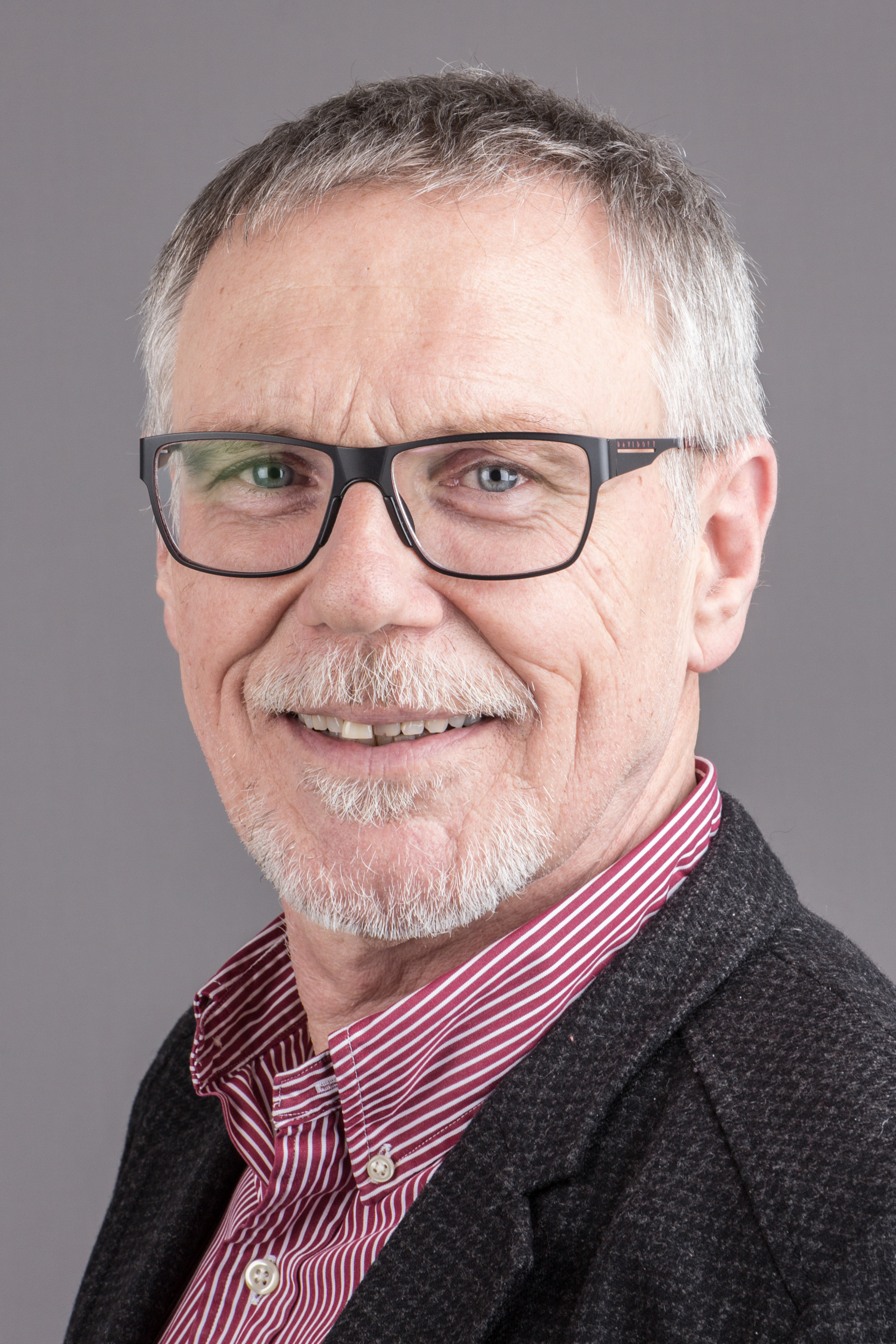
Gerhard Merz (2016)

Gerhard Merz (* 7. Juli 1952 in Groß-Bieberau; † 12. Juni 2024) war ein deutscher Politiker (SPD) und von 2008 bis 2018 Mitglied des hessischen Landtages. Ab Februar 2014 war er sozialpolitischer Sprecher und stellvertretender bildungspolitischer Sprecher der SPD-Fraktion im Hessischen Landtag.

## Leben
Gerhard Merz besuchte von 1959 bis 1963 die Volksschule, von 1963 bis 1971 das Gymnasium in Groß-Bieberau, studierte von 1971 bis 1974 an der Justus-Liebig-Universität Gießen und schloss das Studium der Anglistik und Politikwissenschaft für das Lehramt an Gymnasien mit dem zweiten Staatsexamen ab. Im Anschluss war er als Lehrbeauftragter für politische Bildung an der Verwaltungsfachhochschule Gießen und in der Lehrerausbildung der Universität Gießen tätig. Von 1986 bis 1990 arbeitete er als Leiter des Jugendbildungswerkes der Stadt Wetzlar. Ab 1990 war Merz wissenschaftlicher Mitarbeiter im Sozial- und Jugenddezernat der Stadt Gießen und von 1997 bis 2001 als hauptamtlicher Stadtrat Dezernent für Soziales, Jugend, Schule und Bildung. Von 2001 bis 2008 arbeitete er als hauptamtlicher Pressesprecher des SPD-Bezirks Hessen-Süd.
Ehrenamtlich engagiert sich Merz u. a. in folgenden Organisationen: als Vorsitzender des Ortsverbands Gießen des Deutschen Kinderschutzbunds e.V., als Vorsitzender der Lagergemeinschaft Auschwitz-Freundeskreis der Auschwitzer e.V., als stellvertretender Beiratsvorsitzender der Ernst-Ludwig-Chambré-Stiftung.

## Politik
Merz war seit 1977 bei den Jusos, ab 1981 in der SPD und kommunalpolitisch aktiv: Von 1997 bis 2009 war er Mitglied des Kreistages des Landkreises Gießen, von 2001 bis 2006 war er ehrenamtlicher Stadtrat der Universitätsstadt Gießen und seit 2006 war er Mitglied der Gießener Stadtverordnetenversammlung, dort seit 2009 als Vorsitzender der SPD-Faktion.
Bei den Landtagswahlen 2008, 2009 und 2013 konnte er jeweils das Direktmandat als Landtagsabgeordneter für den Wahlkreis 18 Gießen I gewinnen. Bei der Landtagswahl in Hessen 2018 trat er nicht mehr an und schied daher aus dem Parlament aus.

## Privates
Merz war verheiratet und hatte zwei Töchter. Merz galt als Kenner der Werke Heinrich Heines, die er in Lesungen rezitierte. Außerdem sammelte er Stilblüten und sprachliche Fehl- oder Minderleistungen aller Art, vor allem solche aus dem Politikbetrieb des Hessischen Landtags, die er in zwei Büchern publizierte und unter den Titeln „Papyrrhussiege und hässliche Wörter“ als Kabarettprogramm auch öffentlich vortrug. Er hatte eine eigene satirisch-sprachkritische Kolumne – „Merz hört mit“ auf www.fuldainfo.de.

## Werke
- Papyrrhussiege und hässliche Wörter: Beiträge aus dem Hessischen Landtag, VAS Verlag, 2015, ISBN 978-3-88864-538-9
- Papyrrhussiege II – Vom Rubikon nach Waterloo: Beiträge aus dem Hessischen Landtag, VAS Verlag, 2017, ISBN 978-3-88864-550-1